# Serge Perruchini
Serge Perruchini est un footballeur monégasque né le 7 janvier 1955 à Monaco. Il évolue au poste de défenseur durant les années 1970.
Formé à l'AS Monaco, avec qui il est champion de France en 1978, il termine sa carrière au Montpellier PSC.

## Biographie
Serge Perruchini est formé et a joué comme défenseur à l'AS Monaco, club avec lequel, il est champion de France en 1978. Lors de cette même saison, il rejoint le Montpellier PSC où il termine sa carrière.

## Palmarès
- Champion de France en 1978 avec l'AS Monaco
- Médaille d'argent des Jeux Méditerranéens en 1975 avec l'équipe de France amateurs[4].